# Diestostemma nasutum
Diestostemma nasutum är en insektsart som beskrevs av Schmidt 1910. Diestostemma nasutum ingår i släktet Diestostemma och familjen dvärgstritar.
Artens utbredningsområde är Ecuador. Inga underarter finns listade i Catalogue of Life.